# Linux Mint Debian Edition
LMDE — це проект Linux Mint, що означає «Linux Mint Debian Edition».
Його мета полягає в тому, щоб Linux Mint міг продовжувати забезпечувати той самий досвід користувача, якщо Ubuntu коли-небудь зникне. Це дозволяє нам оцінити, наскільки ми залежимо від Ubuntu і скільки роботи буде залучено до такого заходу. LMDE також є однією з наших цілей розробки, тому він гарантує, що розроблене нами програмне забезпечення сумісне з Ubuntu.

Альтернатива Ubuntu

## Видання Debian
LMDE прагне бути максимально схожим на Linux Mint, але без використання Ubuntu. Натомість базу пакетів надає Debian.